# Prakash Shah
Prakash Shah es un diplomático indio retirado.
- De 1960 a 1961 fue atajado al State Bank of India, Bombay.
- En 1961 entró al Indian Foreign Service.
- De 1962 a 1964 fue tercer secretario de misión en Bruselas.
- De 1964 a 1967 fue segundo secretario de embajada en Washington D. C..
- De 1967 a 1969 fue subsecretario del Ministerio de Asuntos Exteriores (India).
- De 1969 a 1971 fue subsecretario de asuntos Economía en el Ministerio de Finanzas.
- De 1971 a 1975 fue consejero de asuntos de petróleo de embajada en Teherán.
- De 1975 a 1977 fue director en el Ministerio de Petróleo.
- De 1977 a 1980 fue consejero del primer ministro.
- De 1980 a 1983 fue Alto Comisionado en Kuala Lumpur con acreditación como embajador en Bandar Seri Begawan.
- De 1983 a 1985 fue embajador en Caracas (Venezuela) y concurrentemente Cónsul General en Willemstad (Antillas Neerlandesas).
- De 1985 a 1988 fue Secretario de enlace en el Ministerio de Asuntos Exteriores (India).
- De 1989 a 1990 fue Secretario adjunto del Ministerio de Asuntos Exteriores (India).
- De 1990 a 1991 fue miembro del Manuel Pérez Guerrero Trust Fund for South-South Cooperation [1] y gobernador Fondo de Compensación de las Naciones Unidas Consejo para Irak.
- De 1991 a 1992 fue representante permanente ante la Oficina de la Organización de las Naciones Unidas en Ginebra.
- De 1992 a 1995 fue embajador en Tokio (Japón ).
- De 1995 a 1997 fue representante permanente ante la Sede de la Organización de las Naciones Unidas.[2]